# Papiro Oxirrinco 97
El Papiro Oxirrinco 97 también llamado P. Oxy. 97 es un documento sobre un contrato de un acuerdo entre dos hermanos. Está escrito en griego, y fue descubierto en Oxirrinco, Egipto. El manuscrito fue escrito en papiro en forma de una hoja. El documento se escribió entre enero y febrero del año 116. En la actualidad se encuentra en la biblioteca de la Universidad de Edimburgo.

## Documento
Dos hermanos, Diógenes y Nicanor, habían estado involucrados en un pleito con Menesteo, hijo de Horus, sobre un esclavo llamado Thaisous o Thaësis. Las mediciones del fragmento son 150 por 116 mm.
Fue descubierto por Bernard Pyne Grenfell y Arthur Surridge Hunt en 1897, en Oxirrinco, Egipto. El texto fue publicado por Grenfell y Hunt en 1898. El fragmento fue examinado también por Ludwig Mitteis (Chrest. Mitt. 347 de 1912).